# 九龍路
九龙路是中華人民共和國上海市虹口区一條南北走向道路，南起大名路，北至四平路橫跨俞涇浦的橋樑，全长約1.3公里，宽度為9米至18米。道路建於19世纪中叶，最初道路命名為斐伦路（Fearon Road）。路名來自於上海公共租界工部局總董。中華民国32年（1943年）更名為九龍路，路名來自於香港九龙。道路東側為俞涇浦。